# 影响世界华人大奖
影响世界华人大奖（英語：You Bring Charm to the World Award）是由凤凰卫视发起，联合多家华语媒体共同主办的奖项，以“世界因你而美丽－－影响世界华人盛典”这一活动的名义颁发。该奖项旨在表彰在不同领域内具有影响力，且成就卓越的华人典范。自2007年开幕以来，已颁发16次。

## 概况
影响世界华人大奖由凤凰卫视于2006年发起，中国新闻社、百度、北京青年報社、明報企業、南方报业传媒集团、星洲日报、新浪网、世界日报与亚洲周刊均参与主办奖项。截止2024年，除凤凰卫视外，参与主办的媒体包括中国新闻社、香港大公文汇传媒集团、明報企業、星洲日报、旺旺中時媒體集團、亚洲周刊、歐洲時報、国际日报、澳华电视传媒（AUS-CHINA TV MEDIA）、中文導報、非洲时报（African Times）、南美侨报、澳門廣播電視、澳门日报等全球各地的中文媒体。

## 获奖名单

### 2006年（2007年颁发）
- 科学研究类：陶一之（英语：Yizhi Jane Tao）、张霞昌
- 公共事务类：苏震西、劉醇逸
- 体育竞技类：刘翔、丁俊晖
- 文化艺术类：李安、谭盾、章子怡
- 希望之星：陈易希
- 终身成就奖：杨振宁

### 2007年（2008年颁发）
- 科学研究类：郝慰民
- 公共事务类：赵小兰、关颖珊、中国维和警察
- 体育竞技类：姚明、常昊、中国西藏登山队
- 文化艺术类：成龙、巩俐、林怀民
- 希望之星：乔美丽
- 终身成就奖：袁隆平

### 2008年（2009年颁发）
- 科学研究类：钱永健、潘忠礼、神舟七号载人航天飞行任务团队
- 公共事务类：中国援非医疗队、李连杰
- 体育竞技类：第29届奥运会中国体育代表团
- 文化艺术类：张艺谋、杨紫琼、冯小刚、谭燕玉
- 希望之星：北川中学师生
- 终身成就奖：金庸
- 终身成就最高荣誉大奖：钱学森

### 2009年（2010年颁发）
- 科学研究类：高锟、潘文石
- 公共事务类：中国驻海地维和警察、孔子学院、陳香梅
- 体育竞技类：中国国家花样滑冰队、中国女子短道速滑队
- 文化艺术类：蔡国强、吴宇森、卢燕
- 希望之星：薛来、林晨阳、李贤基
- 终身成就特别致敬：季羡林、任继愈、杨宪益、梁羽生、王世襄、丁聪、张仃

### 2010年（2011年颁发）
- 科学研究类：鲍哲南、“天河一号”研发团队
- 公共事务类：上海世博局、台北花博会、韦鸣恩
- 体育竞技类：李娜、蒋文文与蒋婷婷
- 文化艺术类：葛优、杨丽萍、中央芭蕾舞团
- 希望之星：李颖欣、杨兆楠、陈婉玲
- 终身成就奖：沙博理
- 缅怀人物：朱光亚、吴阶平、钱伟长、吴冠中、王越 (1903年)、雷洁琼、梁从诫[9]

### 2011年（2012年颁发）
- 科学研究类：马中珮、陈竺与王振义
- 公共事务类：谭荣根（丹麥語：Wing-Kun Tam）、中国国家大剧院、日本新澙华侨总会及福岛华侨总会
- 体育竞技类：林丹、林书豪
- 文化艺术类：叶德娴、周仰杰
- 希望之星：刘路
- 终身成就奖：王赣骏
- 缅怀人物：黄苗子、王大珩、蒋英、凤飞飞

### 2012年（2013年颁发）
- 科学研究类：大亚湾中微子实验合作组、王俊、孙大文、神舟九号飞行乘组
- 公共事务类：关惠群
- 体育竞技类：第30届奥运会中国体育代表团
- 文化艺术类：郎朗、莫言、陈其钢
- 希望之星：林心瑜
- 终身成就奖：星云大师
- 缅怀人物：南怀瑾、周汝昌、耿世民、徐邦达、何炳棣、徐僖、王忠诚、杨世杰、马大猷、屠守锷、张瑞芳、李默然、陈祖德、陈强、庄则栋、于是之、叶子

### 2013年（2014年颁发）
- 科学研究类：陳宇翱、程正迪、神舟十号载人飞船飞行乘组
- 公共事务类：吉尔吉斯斯坦东干村、美丽克木·买赛地
- 体育竞技类：李坚柔，张虹，周洋
- 文化艺术类：袁和平、廖凡
- 希望之星：关天朗
- 终生成就奖：董建华
- 特别贡献大奖：陈云林与江丙坤
- 缅怀人物：邵逸夫、赵无极、红线女、于光远、纪弦、吴天明、夏志清、侯仁之、张光斗

### 2014年（2015年颁发）
- 科学研究类：王斌 （气象学家)（英语：Bin Wang (meteorologist)）、何大一
- 公共事务类：北京援非医疗队、证严法师暨慈济基金会
- 体育竞技类：中国跳水队、翁明輝
- 文化艺术类：和慧、谭元元
- 希望之星：裘嘉毅
- 终生成就奖：于敏、饶宗颐
- 缅怀人物：李光耀

### 2015年（2016年颁发）
- 科学研究类：施一公、北斗系统研制团队
- 公共事务类：朱民、廖滿嫦
- 体育竞技类：郎平及中国女排
- 文化艺术类：刘慈欣、王健林
- 希望之星：于航
- 终生成就奖：叶嘉莹、屠呦呦

### 2016年（2017年颁发）
- 科学研究类：张首晟、赵忠贤、颜宁、神舟十一号载人飞行任务飞行乘组
- 公共事务类：姚晨
- 体育竞技类：邹市明、中国乒乓球队
- 文化艺术类：曹文轩
- 希望之星：蓝舒洁（英语：Shu Jie Lam）
- 终生成就奖：贝聿铭
- 特别致敬奖：成龙

### 2017年（2018年颁发）
- 科学研究类：李飞飞
- 公共事务类：陈国基 (巴拿马)
- 体育竞技类：孙杨、苏炳添、武大靖
- 文化艺术类：吴京
- 希望之星：琼中女足
- 终生成就奖：程开甲、黄旭华、侯云德
- 特别致敬：李敖[18]

### 2018年（2019年颁发）
- 科学研究类：嫦娥四号任务研制团队、北斗三号任务研制团队
- 公共事务类：空缺
- 体育竞技类：张帅、夏伯渝
- 文化艺术类：《地久天长》团队（王小帅、王景春、咏梅）
- 希望之星：梁智滨
- 终生成就奖：丘成桐、韩美林

### 2019-2020年（空缺）
受2019冠状病毒病疫情影响，2020年-2021年并未颁奖，直至2022年才重新颁奖。

### 2021年（2022年颁发）
- 科学研究类：张荣桥、卢煜明
- 公共事务类：杨威 (英国)（英语：Wei Yang (urban designer)）、赖宣治
- 体育竞技类：谷爱凌、吕小军、EDG《英雄联盟》分部
- 文化艺术类：刘晓禹
- 希望之星：空缺
- 终生成就奖：秦大河

### 2022年（2023年颁发）
- 科学研究类：王坚、叶玉如
- 公共事务类：朱小久
- 体育竞技类：王嘉男
- 文化艺术类：吴蛮
- 希望之星：空缺
- 终生成就奖：许倬云

### 2023年（2024年颁发）
- 科学研究类：李泽湘
- 公共事务类：空缺
- 体育竞技类：李乐诗
- 文化艺术类：汤唯
- 希望之星：空缺
- 终生成就奖：丁肇中、呂志和
- 特别致敬大奖：林青霞

### 2024年（2025年颁发）
- 科学研究类：陈清泉、中国航天科技集团空间站建造青年团队
- 公共事务类：空缺
- 体育竞技类：徐京坤、中国国家乒乓球队
- 文化艺术类：费翔
- 希望之星：空缺
- 终生成就奖：姚期智
- 特别致敬大奖：白先勇